# رویداد خانه فاطمه زهرا
رویداد خانهٔ فاطمه زهرا (به عربی: حَرْقِ دار) که به هجوم به خانه فاطمه نیز مشهور است، از وقایع سال یازدهم ه‍.ق و پس از مرگ محمد، پیامبر اسلام، است که طی آن، جمعی از مخالفان خلافت ابوبکر در خانه فاطمه زهرا و علی بن ابی‌طالب تحصن و از بیعت استنکاف کردند. این امر موجب شد تا طرفداران خلافت، به رهبری عمر بن خطاب، به درب خانه فاطمه بیایند و واکنش نشان دهند. بر اساس گزارش‌های منابع تاریخی اسلام، فاطمه زهرا در این رویداد تهدید شد تا تحصن مخالفان شکسته شود، اما تحصن شکسته نشد.
به گزارش ویلفرد مادلونگ بر اساس روایاتی که به این رویداد پرداخته‌اند، ابوبکر پس از برگزیدگی به خلیفگی مسلمانان، همراهِ گروهی از جمله عمر به‌قصد گرفتن بیعت به خانهٔ علی می‌رود و آن‌جا با مقاومت علی و فاطمه روبه‌رو می‌شود. پس از آن عمر تهدید می‌کند تا در صورت عدم شکستن تحصن و بیعت مخالفان با ابوبکر، خانه فاطمه را به آتش می‌کشد. در این خصوص منابع شیعه تصریح دارند که درب خانه فاطمه توسط مهاجمان شکسته شد و فاطمه مورد ضرب و شتم قرار گرفت و در همین بین، فرزندش محسن را سقط کرد و بر اثر عوارض ناشی از این رویداد، چندی بعد درگذشت. منابع سنی اغلب به تهدید عمر نسبت به آتش زدن خانه و برخی نیز به دستگیری اهالی خانه یا تفتیش منزل فاطمه اشاره کرده‌اند.

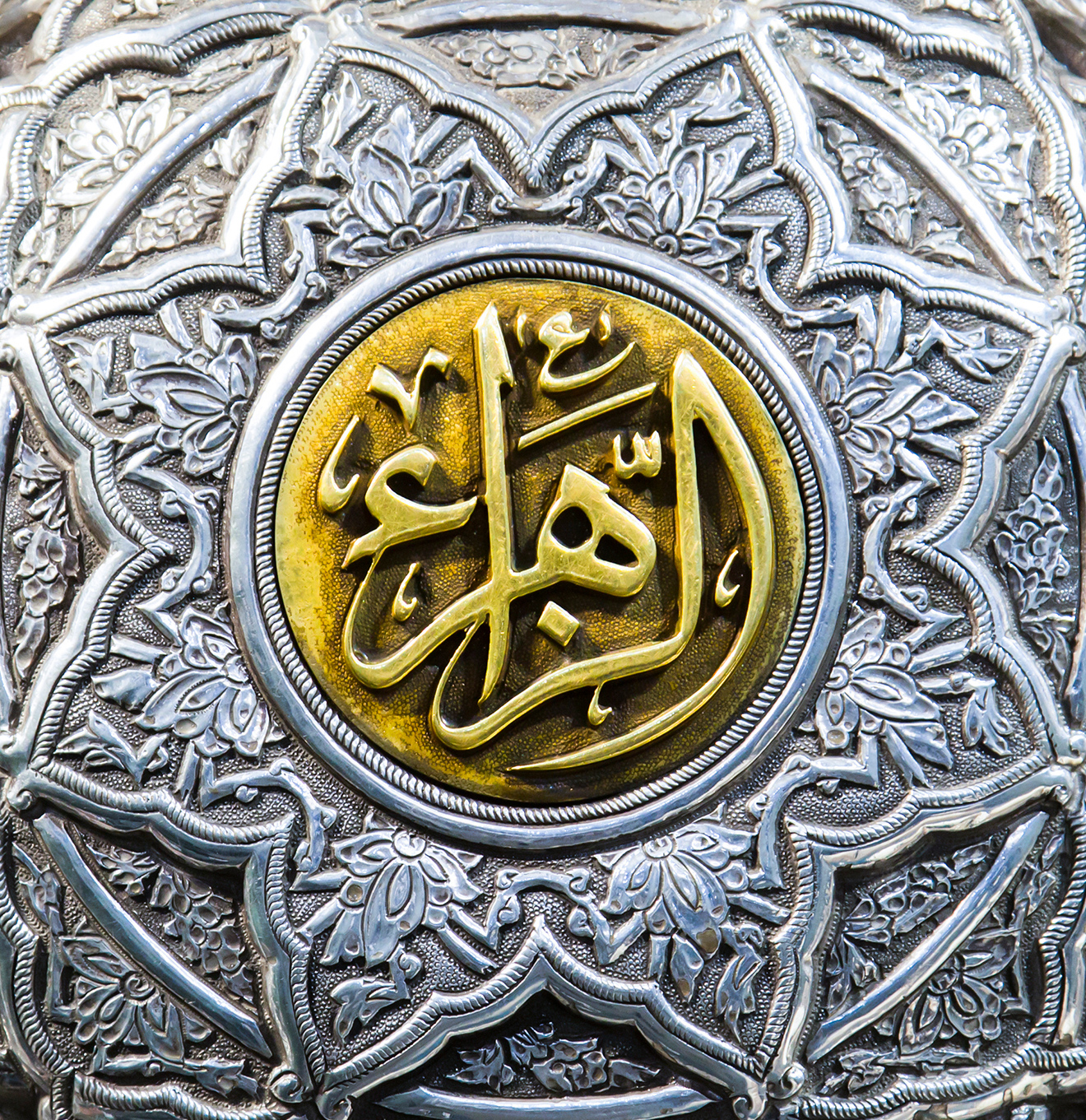
لقب زهرا، از القاب فاطمه؛ نقش بسته بر ضریح حسین بن علی

کتاب سلیم بن قیس هلالی، قدیمی‌ترین منبع شیعی است که در قرن اول ه‍.ق تنظیم شده‌است.  السنه ابن احمد، المعارف و الامامه و السیاسه ابن قتیبه، تاریخ یعقوبی، المصنف ابن ابی‌شبیه، وقعة الصفین نصر بن مزاحم، تفسیر عیاشی، مروج الذهب اثر مسعودی و تاریخ بیهقی به واقعه رویداد خانه فاطمه اشاره کرده‌اند ولی از جزئیات آن سخن به میان نیاورده‌اند. این واقعه در کتاب‌های حدیثی و بر مبنای روایاتی نیز مورد اشاره منابع اسلامی قرار گرفته‌اند؛ از حذیفة بن یمان، علی بن ابی‌طالب، محمد باقر، جعفر صادق، موسی کاظم و حسن عسکری روایاتی در این خصوص نقل شده‌است. این رویداد مورد توجه شرق‌شناسان نیز قرار گرفته‌است و به‌عقیدهٔ لائورا وچا والی‌یِری، حتی اگر به این داستان شاخ و برگ داده شده‌باشد و جزئیاتی ساختگی به آن افزوده شده‌باشد، ریشهٔ تاریخی آن را نمی‌شود نادیده گرفت.
ادیبان در شعر و نثر خود از این رویداد یاد کرده‌اند. در قرن‌های نخست اسلامی، ادیبانی متن‌هایی با مضمون مظلومیت‌ فاطمه زهرا، حمله به خانه او، هتک حرمت و کتک خوردنش و سقط جنین محسن نوشته‌اند. همچنین اشعاری در خصوص مصائب فاطمه به خود او منسوب شده‌است که در منابعی چون بحارالانوار، مناقب آل ابی‌طالب، کشف الغمه، الغدیر، احتجاج نقل شده‌است. مصائب فاطمه بعدها در دوره معاصر مورد توجه شاعران شیعه قرار گرفت و مضمون‌هایی چون «قیام فاطمه علیه حکومت غاصب»، «خواندن خطبه علیه دستگاه حکومت» و «رنج‌های فاطمه» در اشعار فاطمی جای گرفت. علاوه بر حوزه شعر، در حوزه هنر نیز این رویداد مورد توجه شیعیان و داستان چندین تئاتر و یک فیلم به نام بانوی بهشت قرار گرفته‌است.

## در فرهنگ، ادبیات، هنر و رسانه

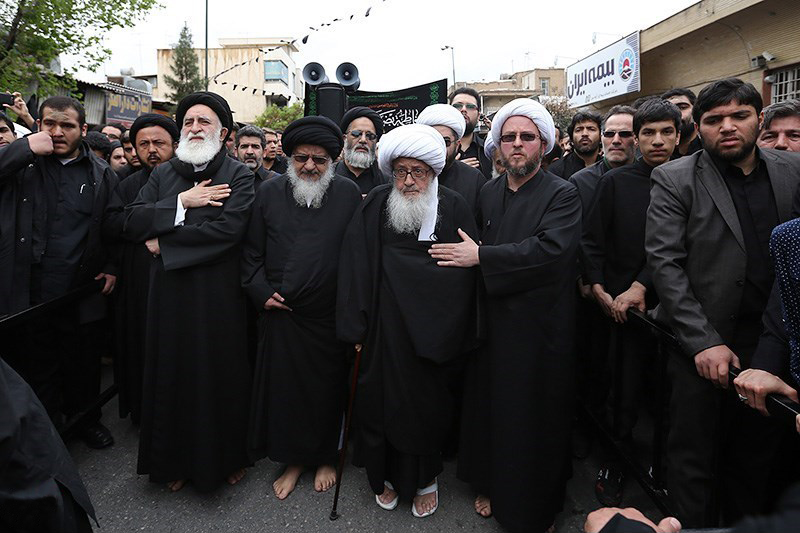
مراسم عزاداری فاطمیه در شهر قم (دسته عزاداری مراجع تقلید-حسین وحید خراسانی)

### ادبیات

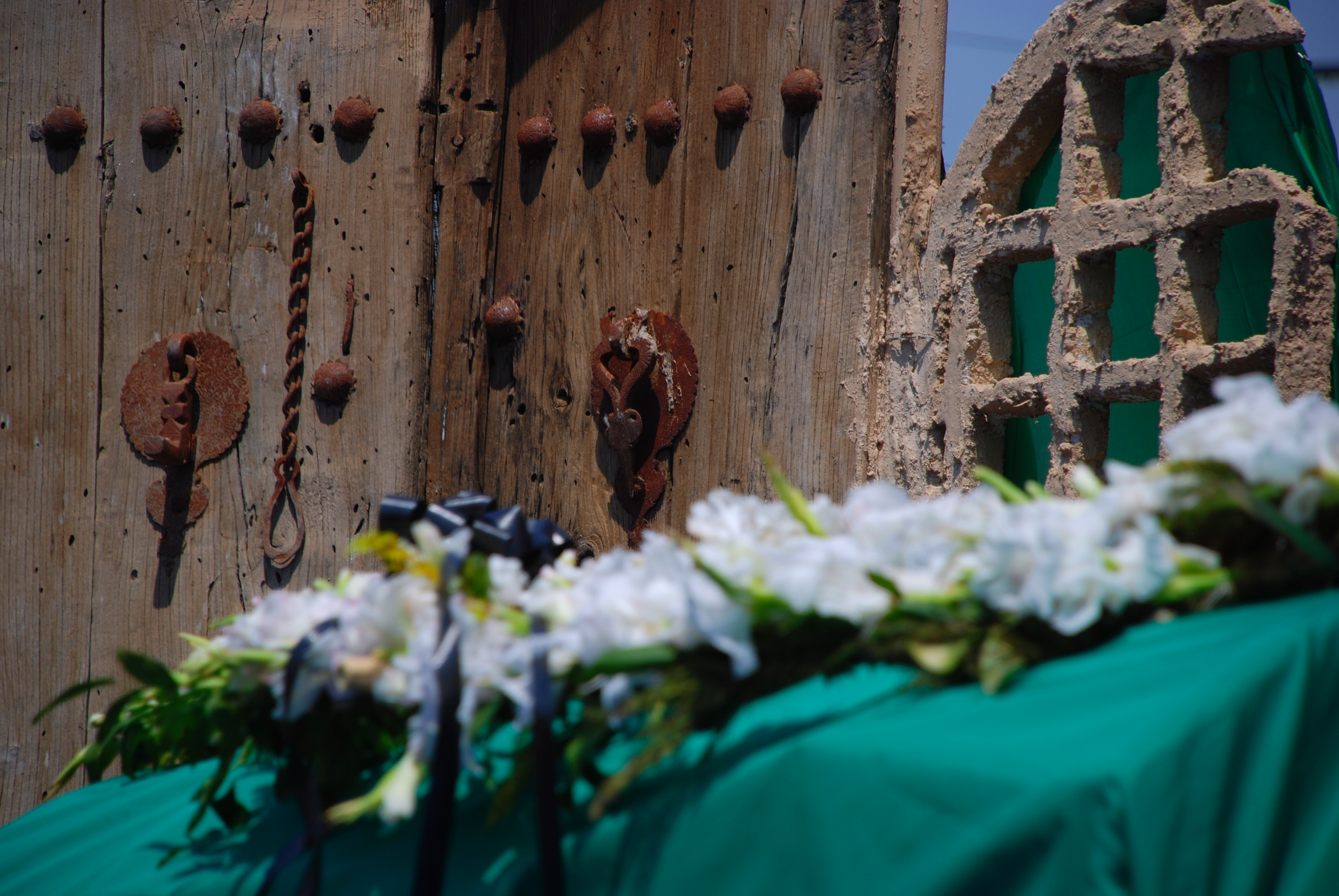
یادبودی از درب خانه فاطمه در مراسمی در ایام فاطمیه

## منبع‌شناسی

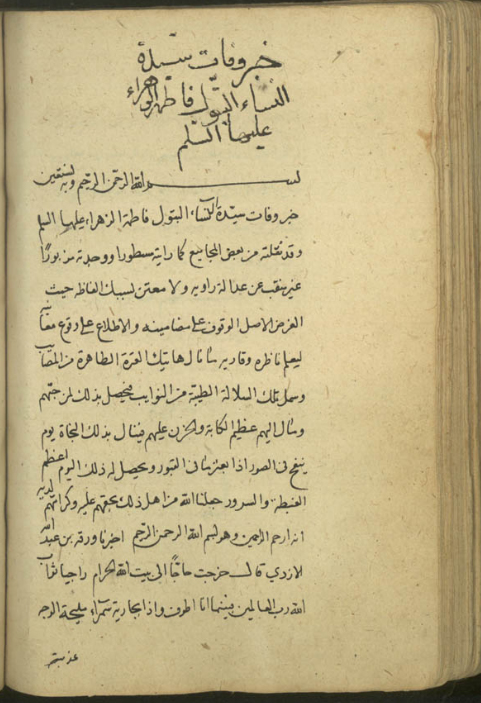
کتابی خطی با عنوان «وفات سيده النساء البتول» که در قرن ۱۱ ه.ق کتابت شده‌است.

## پیش‌درآمد

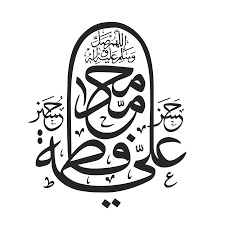
تایپوگرافی نام پنج تن آل عبا

### فاطمه زهرا
فاطمه ملقّب به زهرا (۲۰ جمادی‌الثانی بین ۳۵ تا ۴۵ عام‌الفیل برابر ۱۸ تا ۸ پیش از هجرت – ۱۳ جمادی‌الاول یا ۳ جمادی‌الثانی ۱۱ هجری قمری) دختر محمّد و خدیجه، همسر علی بن ابی‌طالب، و مادر حسن بن علی و حسین بن علی است. او کوچک‌ترین دختر محمّد و تنها فرزندش بود که از خود فرزندانی باقی گذاشت. او ایام کودکی را تحت حمایت والدین خود در مکه و در دورانی که قریش مشکلات و رنج‌های زیادی را برای پدرش بابت تبلیغ اسلام به‌وجود آورده‌بودند، گذراند. پس از هجرت محمد از مکه به مدینه، عمر و ابوبکر و چند تن دیگر خواستار ازدواج با فاطمه بودند، اما محمّد پیشنهاد ازدواج آن‌ها را نپذیرفت و گفت که برای این موضوع منتظر فرمان خداست. مدت کمی پس از هجرت، محمّد به علی گفت که خداوند به وی فرمان داده‌است که دخترش، فاطمهٔ زهرا، را به ازدواج وی درآورد. در بسیاری از آیات قرآن به فاطمه زهرا اشاره شده، امّا، همچون امامان شیعه، نامی از او به‌میان نیامده‌است. پژوهشگران و نویسندگان اهل سنّت و شیعه شمار گوناگونی از آیات را دربارهٔ فاطمه دانسته‌اند. بعضی ۳۰ آیه، بعضی ۶۰ آیه در ۴۱ سوره و بعضی هم ۱۳۵ آیه از ۶۷ سوره را دربارهٔ او می‌دانند.

هم منابع تاریخی و هم منابع دینی مشارکت فعّال فاطمه در منزل و در اجتماع را ثبت کرده‌اند، و او را اهل زُهد و کنار نهادن امور دنیا ندانسته‌اند. دانش حقوقی فاطمه و دادخواهی او نشانهٔ حضورش در امور اجتماعی است. در نبرد احد وی خون را از زخم‌ها و شمشیر پدرش پاک می‌کند و به‌روایت واقدی زنانِ مداواکنندهٔ مجروحان را رهبری، و برای کشتگان مسلمان سوگواری می‌کند. به‌نظر می‌رسد که فاطمه تنها در سه کار سیاسی مهم دخالت داشته که در همه منابع شیعه و سنّی، هرچند به روایات گوناگون، ثبت شده‌است. نپذیرفتن محافظت از ابوسفیان پس از فتح مکه، دفاع دلیرانه از علی پس از درگذشت محمّد و مخالفت با گزیدن ابوبکر به خلیفگی و منازعات خشن با عمر، و سرانجام ادّعای مالکیت بر میراث پدر و ستیهندگی با ابوبکر به‌ویژه دربارهٔ فدک و سهم خیبر که ابوبکر کلّاً نپذیرفت. در منابع اهل سنّت بر روی شخصیت فاطمه به‌عنوان بانویی پرهیزکار و باایمان تأکید می‌شود. این منابع از محبوبیت او و تربیتش نزد پیامبر گزارش می‌کنند؛ حق‌طلبی‌اش در زمان پیامبر و پس از آن را بیان می‌کنند؛ و شُکوه و عظمتش را در قیامت گزارش می‌کنند. فاطمه به‌عنوان «مادر امامان»، جایگاه ویژه‌ای در بینش شیعه دارد. او به‌عنوان تنها فرزند بازماندهٔ محمّد، همسر علی و مادر حسن و حسین، دارای جایگاه منحصربه‌فردی بین شیعیان است. زیدیه در موضوع امامت بر این عقیده‌اند که امامت علی بن ابی‌طالب پس از پیامبر، و امامت حسن مجتبی و حسین بن علی بر حق است؛ و امامت منحصراً در فرزندان فاطمه — چه حسنی باشند یا حسینی — و با شروط معینی استمرار دارد. به‌گفتهٔ ولیری، اسماعیلیه بیشتر پیوندها میان بُعدِ افسانه‌ای و بعد تاریخی فاطمه زهرا را به‌خاطر بالابردن موقعیت فاطمه زهرا حفظ می‌کنند؛ اما در موضوع خلقت، فاطمه زهرا به‌عنوان عنصری ثانویه میان عناصر عرفانی و نیمه‌عرفانیِ فراوانِ دیگر جایگاه می‌یابد؛ و دراین‌حال، او تحت‌الشّعاعِ دیگر عناصر قرار می‌گیرد و بیشتر پیوندها با بعد تاریخی‌اش ازمیان می‌رود.

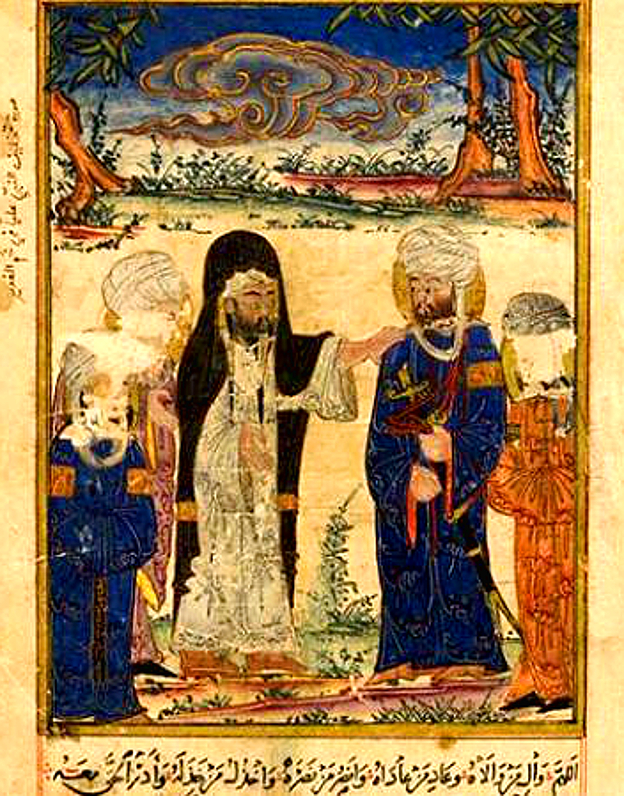
نقاشی از مراسم غدیر خم

### پیش‌زمینه تاریخی
زندگی فاطمه زهرا مقارن با دورهٔ تبلیغ اسلام توسط محمّد بود. محمّد ۱۳ سال به تبلیغ اسلام در مکه پرداخت. شمار اندکی به وی گرویدند که با مخالفت قبیلهٔ قُرَیش و بعضی دیگر از قبیله‌های عرب روبه‌رو شدند و آزار دیدند. محمّد همراه با پیروانش برای رهایی از این وضع، در سالی که بعدها مبدأ تقویم هجری خورشیدی و هجری قمری شد، به شهر یَثرِب — که مَدینَةُالنَّبی («شهر پیامبر») نامیده شد — هجرت کرد. او در مدینه قبایل در حال ستیز اوس و خَزرَج را متحد کرد و برپایهٔ مسلمانان مهاجر مکه و ساکنان اصلی مدینه اجتماع و دولتی نوین را تأسیس کرد، که آن را اُمَّت نامید. سپس، میان مسلمانان و قبایل مکه و هم‌پیمانانشان جنگ درگرفت و سرانجام پس از هشت سال محمّد با پیروانش، که تا آن زمان به بیش از ده‌هزار می‌رسیدند، شهر زادگاهش را فتح کرد. پس از فتح مکه رفته‌رفته بیشتر اهالی شبه‌جزیره عربستان به اسلام گرویدند و امّت اسلام به سراسر این سرزمین گسترش یافت. فاطمه در دو سال پایانی زندگانی محمد، به آرامش نسبی در زندگانی رسید اما چندان دوامی نداشت.
در پایان سال دهم (۶۳۲ میلادی) پس از هجرت، محمد آخرین حج و اولین حج کامل را انجام داد و از این طریق تمام جزئیات مراسم حج را به پیروانش توضیح داد. طی این واقعه (حجةالوداع و تعلیم اعمال حج) رخ داد، در بازگشت به مدینه و در بین راه، محمد به صورت ناگهانی به مدت سه روز در محلی به نام غدیر خم توقف کرد و با جمع‌کردن حجاج خطبه‌ای خواند و در آن جمله «هر که من مولای اویم پس علی مولای اوست» را با بلندکردن دست علی در برابر جمعیت گفت. واژهٔ «مولا» در عربی به دو معنای «دوست» و «رهبر» است. اهل سنت معتقدند که عده‌ای از تقسیم غنایم در اردوکشی به یمن که توسط علی انجام شده ناراضی بودند و محمد در پاسخ به آن‌ها علی را دوست خویش معرفی کرد تا ناخشنودی آنان را فرونشاند. در مقابل شیعیان بر این باورند که تجمع در غدیر برای معرفی جانشین محمد بود و عبارت مشهور «من کنت مولاه فهذا علی مولاه» گواهی روشن بر اثبات امامت و جانشینی علیست. محمّد ده سال پس از هجرت، چند ماه پس از بازگشت از حَجَّةُالْوِداع، بیمار شد و درگذشت.

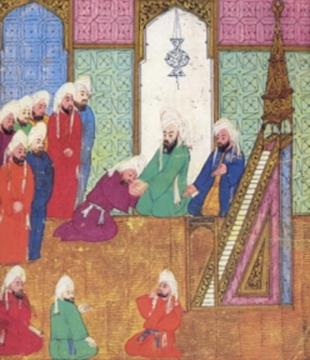
نقاشی مراسم بیعت‌گیری برای ابوبکر در مسجدالنبی

گروهی از صحابه در سقیفه بنی ساعده جمع شدند تا جانشین محمد را تعیین نمایند. عمر بن خطاب، ابوبکر را به عنوان جانشین در سقیفه نامزد کرد و او به عنوان اولین خلیفه مسلمانان انتخاب شد. پوناوالا می‌نویسد تاریخ‌نگاران مسلمان اتفاق نظر دارند که بحران موجود در این برهه، توسط سه تن از مهاجران مشهور به نام‌های ابوبکر و عمر و ابوعبیده جراح برطرف گردید. آنان انصار را جمع کردند و سرآخر ابوبکر به عنوان خلیفه انتخاب شد. حسادت بین دو قبیلهٔ مهم انصار به نام اوس و خزرج و عدم فعالیت بنی‌هاشم در تبلیغ نظرشان، موفقیت این سه تن را تسهیل نمود. در میان مهاجران عده‌ای نیز به رهبری علی و شامل زبیر، طلحه، عباس بن عبدالمطلب، مقداد، سلمان فارسی، ابوذر غفاری و عمار بن یاسر، علی را وارث مشروع محمد می‌دانستند. این انتخاب باعث اختلاف بین هواداران ابوبکر و طرفداران علی شد. طرفداران علی قائل بودند که علی توسط شخص محمد به جانشینی منصوب شده‌است و بنابراین مقام خلافت باید از آن وی باشد.
ابوبکر یک روز بعد از ماجرای سقیفه، برای گرفتن بیعت عمومی به منبر نشست. مراسم بیعت‌گیری با سخنرانی عمر در وصف ابوبکر شروع شد و پس از آن مردم با ابوبکر بیعت می‌کردند. در نهایت ابوبکر نیز خطبه‌ای خواند. در این مراسم، گروهی از مهاجران و انصار از جمله علی، سعد بن عباده، عباس بن عبدالمطلب، فضل بن عباس، زبیر بن عوام، خالد بن سعید، مقداد بن عمرو، سلمان فارسی، ابوذر غفاری، عمار بن یاسر، براء بن عارب، ابی بن کعب، حذیفة بن یمان، خزیمة بن ثابت، ابوایوب انصاری، سهل بن حنیف، عثمان بن حنیف، ابوالهیثم بن تیهان، سعد بن ابی وقاص و ابوسفیان بن حرب  از بیعت با ابوبکر استنکاف کردند. در گروه مخالفان ابوبکر، جز سعد بن عباده که خود را مستحق خلافت می‌دید، الباقی بر روی اولیت علی بر ابوبکر اصرار داشتند. از میان کسانی که با ابوبکر بیعت نکردند، بعدها جسد سعد بن عباده در حوران یافت شد که به نقل بلاذری، «سعد به دست جنیان کشته شد». ابوبکر سعی کرد تا با کمک عمر و مغیره بن شعبه، عباس و هاشمیان را با ترغیب در سهم داشتن در حکومت، به بیعت مجاب کند اما موفق نشد. در این بین، اخبار در خصوص بیعت نکردن و مخالفت‌های علی بن ابی‌طالب با ابوبکر، متفاوت و بعضاً متعارض هستند. دسته‌ای از روایات علی را از اولین بیعت‌کنندگان با ابوبکر گزارش می‌کند و دسته‌ای دیگر، علی را از استنکاف‌کنندگان از بیعت تا مدت‌ها بعد از آغاز حکومت ابوبکر معرفی کرده‌اند. بنابر گزارش ابن هشام و طبری، هنگامی که ابوبکر در مسجد النبی در حال خطبه خواندن به نام خلیفه بود، جمعی از بنی‌هاشم به نشانه مخالفت با ابوبکر در خانه فاطمه تحصن کردند. علی بعداً مکرر می‌گفت که اگر چهل یاور داشت قیام می‌کرد.

## شرح واقعه
رویداد خانهٔ فاطمه (به عربی: حَرْقِ دار)، که به هجوم به خانه فاطمه نیز شهره است، به واقعه حاضر شدن جمعی از طرفداران خلافت ابوبکر به درب خانه فاطمه زهرا و علی بن ابی‌طالب اشاره دارد که بر اساس آن، فاطمه زهرا تهدید شد تا تحصن مخالفان ابوبکر در خانه فاطمه شکسته شود. بر اساس روایاتی که به این رویداد پرداخته‌اند؛ ابوبکر پس از برگزیدگی به خلیفگی مسلمانان، همراهِ گروهی ازجمله عمر به‌قصد گرفتن بیعت به خانهٔ علی می‌رود و آن‌جا با مقاومت علی و فاطمه روبه‌رو می‌شود. به‌نوشتهٔ ویلفرد مادلونگ پس از این‌که در سَقیفه با ابوبکر همچون خلیفه بیعت می‌شود، علی و هوادارانش که عباس بن عبدالمطلب و بنی‌هاشم و زبیر از ایشان بودند در خانهٔ فاطمه گرد می‌آیند. به گزارش بلوکباشی و جاج منوچهری، این نخستین رفتار ناشایست با خاندان پیامبر پس از درگذشت محمد بوده‌است.

### شرح واقعه در منابع کهن
بنابر روایتی که مفید از مروان بن عثمان در آمالی گزارش می‌کند، منزل فاطمه در مقابل منبر محمد واقع در مسجد النبی بود که ابوبکر بر آن نشسته بود و عمر بن خطاب و عده‌ای به درب خانه فاطمه آمدند و جمع حاضر در منزل را تهدید کردند تا برای بیعت خارج شوند. یعقوبی در تاریخش، ابوبکر را هم در زمره افراد مراجعه کننده به منزل فاطمه آورده‌است. در خانه فاطمه، تعدادی از انصار و طرفداران علی، جمع شده بودند و ابوبکر می‌خواست تا بیعت این مخالفان را به‌دست آورد. در کتاب الامامة و سیاسة این واقعه با جزئیات جدی‌تری نقل شده‌است. ابوبکر از کسانی که از بیعت با او سر برتافته و در خانه علی گردآمده بودند، سراغ گرفت، عمر را به دنبال آنان فرستاد. شیخ مفید در روایتی دیگر در کتاب الجمل، گزارش می‌کند که عمر بن خطاب در ابتدا قنفذ – غلام خویش و به نقلی غلام ابوبکر – را برای بیرون کردن اهالی پناهنده شده در خانه فاطمه فرستاد و دستور داد تا بر گِرد خانه هیزم جمع کند؛ سپس خودش به همراه جمعی از جمله مغیره بن شعبه و سالم غلام ابوحذیفه به درب خانه فاطمه آمد و تهدید کرد که اگر متحصنان خارج نشوند، خانه را به آتش خواهد کشید. در امامة و السیاسة نیز به طلب هیزم برای آتش زدن خانه توسط عمر اشاره شده‌است. او در پاسخ به اینکه فاطمه داخل خانه‌است، می‌گوید، اگر چه او در خانه باشد، خانه را آتش خواهدزد. مادلونگ نیز از «تهدید» عمر مبنی بر آتش زدن خانه فاطمه یاد می‌کند. بلاذری در انساب الاشراف گزارش می‌کند که فاطمه در دستان عمر فتیله‌ای دید و از او می‌پرسد که آیا او قصد دارد که خانه من را به آتش بکشد. بنابر نقلی که مفید گزارش می‌کند، زبیر از پناهندگان خانه علی بود که پس از تهدید عمر، شمشیر کشید و بیرون آمد ولی توسط مهاجمان دستگیر شد. اما لارا وسیا وگلییری در دانشنامه اسلام، علی را به عنوان کسی که با شمشیر به استقبال مهاجمان آمده‌است یاد می‌کند که سرآخر توسط عمر خلع سلاح می‌شود. او همچنین گزارش می‌کند که ابوبکر و همراهانش قصد ورود به منزل علی کردند که فاطمه آنچنان شیون سر داد و تهدید کرد که به خدا قسم باید بیرون روید اگر نه نزد خدا مویم را برهنه سازم و ناله و زاری سر دهم که ابوبکر از ورود به خانه منصرف شد. مادلونگ نیز تصریح می‌کند که نشانه‌هایی مبنی بر تفتیش خانه فاطمه پس از خروج حامیان علی، وجود دارد. پس از این وقایع، سرآخر افراد درون خانه بجز علی و فاطمه به بیرون می‌آیند و با ابوبکر بیعت می‌کنند. در این هنگام فاطمه با صدای بلند گفت: «ای پیامبر خدا پس از تو چه مصیبت‌هایی به ما از فرزندان خطّاب رسید.»
به گزارش کتاب سلیم بن قیس، که قدیمی‌ترین منبع در میان منابع گزارش کننده این هجوم است، پس از آنکه عمر، قنفذ را دو مرتبه برای فراخواندن علی برای بیعت با ابوبکر فرستاد و بی‌نتیجه بازگشت، خود به درب خانه فاطمه آمد و پس از گفتگویی با فاطمه، درب خانه را به آتش کشید و با لگد آن را شکست و وارد خانه شد و چون فاطمه مانع شد تا آنان علی را بازداشت نمایند، او را مورد ضرب و شتم قرار داد. پس از آنکه علی از رفتار عمر و همراهانش با فاطمه آگاه شد، سریع خود را به عمر رساند، او را به زمین زد و قصد کشتن او کرد اما منصرف شد. در نهایت با هجوم مردم به خانه علی، او دستگیر و برای اخذ بیعت به مسجد برده‌شد. طبق آنچه شبل‌الدوله مقاتل بن عطیه در موتمر علماء بغداد گزارش می‌کند، بر اثر این حمله، میخ در به سینه فاطمه داخل شد و سبب جراحت او از ناحیه پهلو شد.

### نگاه تحلیلی به رویداد
در اینکه چه کسانی در هنگام هجوم، در خانه فاطمه حضور داشتند، اختلافاتی گزارش شده‌است. بنابر نقل کتاب الملل و النحل، تنها علی، فاطمه و حسن و حسین در خانه حضور داشتند. اما مرتضی عاملی بر این باور است که هجوم به خانه علی چند نوبت تکرار شده‌است و شاهد بارز آن، روایتی است که در الامامه و السیاسه، از ابن قتیبه گزارش شده‌است. بر این اساس، در یورش اول، علی در خانه نبود و اهالی پناهنده در خانه بازداشت شدند؛ و در یورش بعدی، لطمه به فاطمه و دستگیری علی صورت گرفت. با این وجود در اینکه آیا زبیر به تنهایی در خانه فاطمه حاضر بود یا آنکه سایر بنی هاشم نیز حاضر بودند؛ توافقی در منابع وجود ندارد.
طبق آنچه عبدالزهرا مهدی در کتابش الهجوم بدان پرداخته‌است، هجوم به خانه فاطمه، در دو نوبت صورت گرفته‌است که در مرتبه اول، اتفاق به‌خصوصی نیافتاد و به تهدید و جمع‌آوری هیزم اکتفا شده‌است و نتیجه آن خروج متحصنین غیر از علی و فاطمه از خانه بوده‌است. در مرتبه بعدی، حمله به خانه، شکستن درب، توهین و آسیب به فاطمه و سقط محسن شکل گرفته‌است. علی لباف در فهرستی که بر کتاب هجوم نوشته‌است، گزارش می‌کند که در منابع شیعه و سنی، بین دو هجوم اول و دوم خلط شده‌است. لبافی علت این اختلاط در منابع شیعی را ملاحظاتی همچون ترس از حکومت‌های جائر، سهو در ضبط و استناد به منابع عامه می‌داند. مازندرانی و ابن شهرآشوب تعداد افراد حاضر در این هجوم را به نقل از ابن‌عباس، ۶۰ نفر گزارش کرده‌است. در گزارشی که ابن حمزه زیدی گزارش می‌کند، خالد بن ولید و عیاش بن ربیعه، عمر بن خطاب را در این هجوم همراهی کردند. ابن ابی‌الحدید نیز در شرح نهج‌البلاغه گزارش می‌کند که در این هنگام، مردم برای نظاره کردن در خیابان‌های مدینه جمع شده بودند به طوری که خیابان‌ها از مردان پر شد.

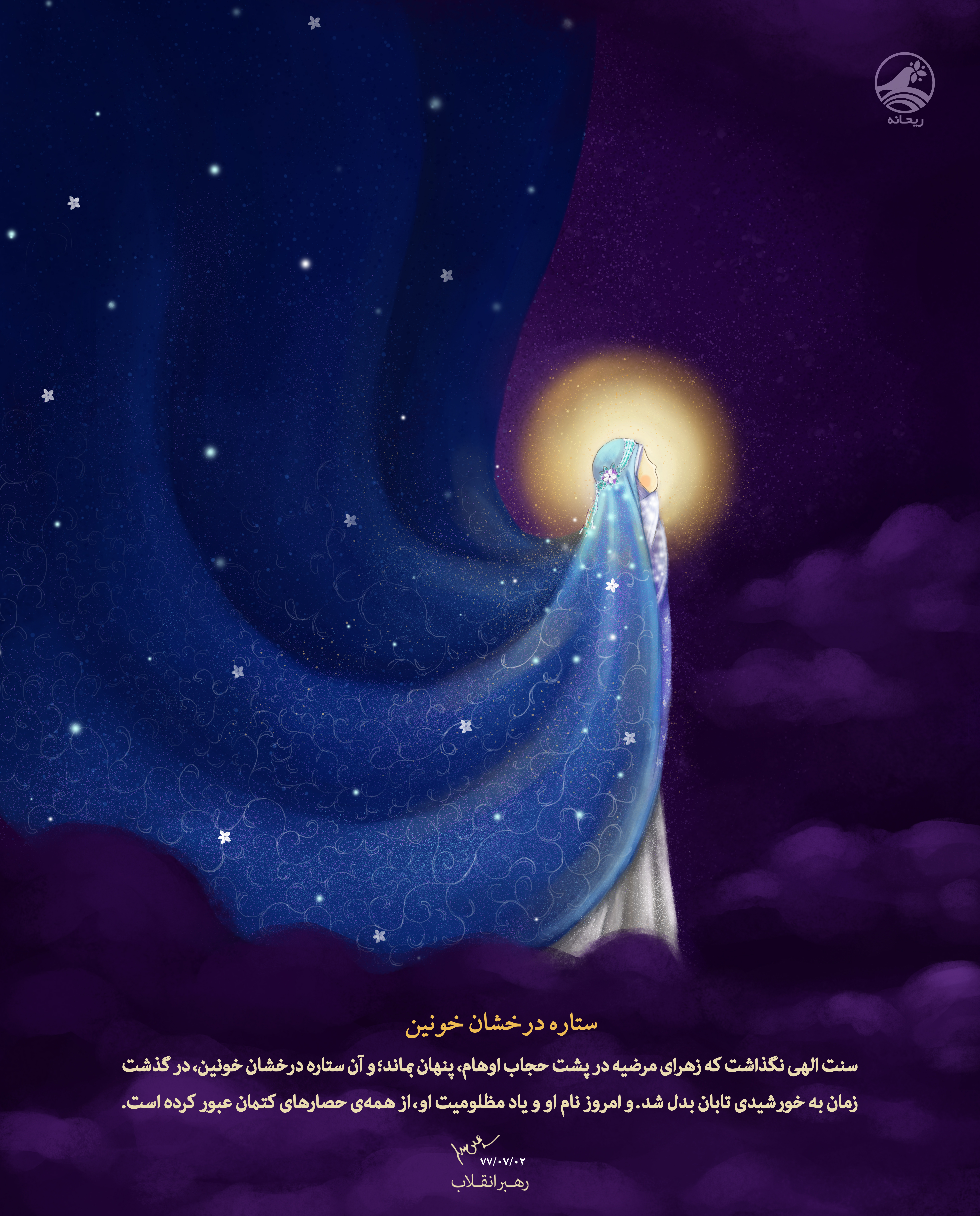
پوستری طراحی شده از فاطمه زهرا با نام «ستاره خونین»

### پسایند
وقایع بعدی
بنابر گزارش اسحاق بن ابراهیم در المسترشد فی امامه، علی را پس از هتک حرمت فاطمه، دست بسته در حالی که طنابی به گردنش انداخته بودند، به مسجد بردند و برای بیعت کردن با ابوبکر مجبور کردند؛ با این حال علی از بیعت استنکاف کرد و به خانه بازگشت. بنابر پاره‌ای از گزارش‌ها که در منابعی چون تاریخ یعقوبی و مروج‌الذهب مسعودی گزارش شده‌است، فاطمه زهرا پس از رویداد هجوم، از خانه بیرون آمد و با نکوهیدن صحابه‌ای که در این هجوم نقش داشتند، تهدید نمود تا دست از خانواده او بردارند. با این سخنان فاطمه، جمعیت متفرق شدند. در کتاب سلیم بن قیس از علی بن ابی‌طالب نیز گزارش شده‌است که عمر به جهت تشکر از قنفذ، اموالی را به او بخشید. بر اساس روایتی از جعفر صادق که در تهذیب الاحکام و من لایحضره الفقیه گزارش شده‌است، فاطمه زهرا پس از ماجرای هجوم به خانه‌اش، از جانب برخی در منابر، مورد قذف قرار گرفت.
طلب حلالیت
به گزارش برخی منابع، ابوبکر و عمر بعد از هجوم به خانه فاطمه، برای طلب رضایت از فاطمه به خانه او آمدند اما با عدم رضایت فاطمه مواجه شدند. در این خصوص در الامامة و السیاسة آمده‌است، وقتی ابوبکر و عمر برای رضایت به نزد فاطمه آمدند، فاطمه از آنها روی برگرداند و با آنها سخن نگفت و پس از اصرار آن دو، به آنها حدیثی از محمد یادآور شد که محمد گفته‌است «هر کس فاطمه را به خشم بیاورد، من [محمد] را به خشم آورده‌است.» و در ادامه تأکید کرد که تا زمانی که زنده باشد، از آن دو خشنود نخواهد شد و شکایت خود را به محمد خواهد برد. در عوالم العلوم و علل الشرایع آمده‌است که ابوبکر پس از این سخن به گریه افتاد و عمر به او با طعنه گفت، برا خشم زنی اینگونه جزع می‌کنی؟ شبیه به این روایت را کتاب سلیم بن قیس نیز گزارش کرده‌است. در شرح بهجة المحافل چنین گزارش شده‌است که منظور از رویگردانی فاطمه از عمر و ابوبکر، عدم صحبت و ملاقات فاطمه در خصوص درخواست فدک بوده‌است. با این وجود در تاریخ الاسلام ذهبی، از رضایت فاطمه نسبت به عمر و ابوبکر گزارشی آمده‌است. به عقیده بلوکباشی و منوچهری، فاطمه زهرا می‌توانست با جایگاهی که در انظار عمومی داشت و با توجه به شرایط زمانه، مردمان را بر خلیفه بشوراند، اما مسائلی چون حفظ وحدت و انسجام اسلامی، سبب شد تا فاطمه زهرا تا پایان عمر، با سکوت خویش مبارزه‌ای علیه دستگاه حکومتی داشته باشد.
درگذشت
به گزارش منابع شیعه، فاطمه زهرا بر اثر جراحات ناشی از این هجوم بیمار شد و بر اثر همان بیماری از دنیا رفت. فاطمه وصیت کرد تا کسی در مراسم غسل و کفنش حاضر نشود و شبانه و مخفیانه دفن شود. او سعی کرد تا با این اقدام، امکان حضور ابوبکر را در مراسم نماز و تدفینش منتفی سازد و نگذارد تا ابوبکر بر او نماز بگذارد. این اقدام سبب شد تا جمعی از صحابه برای نبش قبر فاطمه اقداماتی سخن‌هایی به میان آورند که با مخالفت قوی علی مواجه شد. از میان منابع سنی، در البدایة و النهایه به نقل از صحیح بخاری و صحیح مسلم و همین‌طور تاریخ الامم و الملوک، مشکل الآثار، تاریخ الاسلام، طبقات ابن سعد، سنن کبری، تاریخ الخمیس، اثبات الهداة، مسند احمد و کفایة الطالب و آثار دیگری از این دست، به دفن مخفیانه فاطمه زهرا اشاره شده‌است. با این وجود در الریاض النضره و الاصابه روایتی گزارش شده‌است که ابوبکر در مراسم نماز میت فاطمه شرکت داشته‌است. همچنین ابن جوزی در تاریخش به نماز خواندن ابوبکر بر فاطمه اشاره دارد. که به عقیده مرتضی عاملی، با توجه به مخفی بودن قبر فاطمه تا کنون و عدم گزارش محل دفن او در منابع تاریخی، این گزارش‌های تاریخی صحیح به نظر نمی‌رسند. امامان بعدی شیعه نیز محل دفن فاطمه را به شیعیان خود نشان ندادند.
به نوشته پوناوالا، علی و بنی‌هاشم تا قبل از درگذشت فاطمه (حدود شش ماه) از بیعت با ابوبکر سر باز زدند. علی بر روی حقش پافشاری ننمود، چرا که تمایل نداشت امت نوپای اسلام دچار کشمکش گردد. مسعودی نیز به مسئله عدم بیعت علی تا پیش از درگذشت فاطمه، اشاره دارد.

### منابع سنی

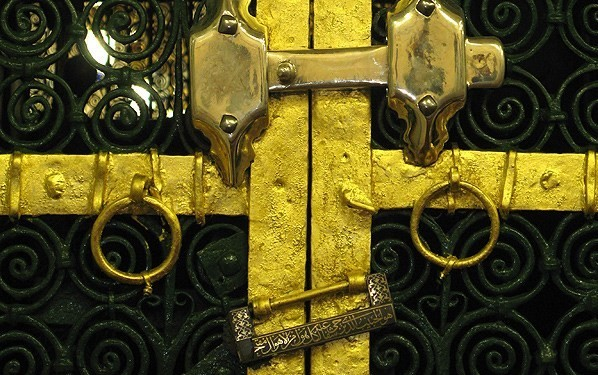
قفل درب خانه فاطمه واقع در مسجدالنبی (مدینه)

## هجوم به خانه در منابع